# Rádio Telefonia do Alentejo
A Rádio Telefonia do Alentejo, ou simplesmente RTA, é uma rádio local de Évora que emite em 103.2 FM para o Alentejo. Esta rádio também tem emissão via Internet, no seu website.
O programa de rádio 16 Válvulas, um dos mais antigos sobre desporto motorizado em Portugal, e um dos poucos programas de rádio sobre esse assunto em Portugal, emitiu nesta rádio até Maio de 2009.